# Mark Skaife

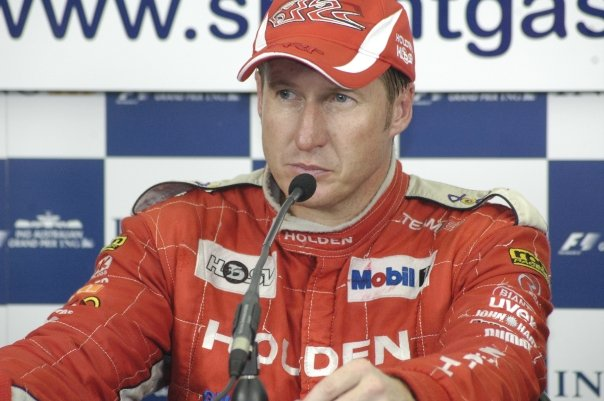
Mark Skaife 2008

Mark Stephen Skaife (* 3. April 1967 in Gosford) ist ein australischer Autorennfahrer.

## Karriere
Mark Skaife ist einer der populärsten und erfolgreichsten australischen Autorennfahrer. Seine Karriere begann in den 1980er-Jahren im Kartsport. Sein erstes Autorennen bestritt er 1984, als er bei einem Tourenwagenrennen im Amaroo Park an den Start ging. 1985 verbrachte er in der Ford-Laser-Serie, einem Tourenwagen-Markenpokal, seine erste vollständige Saison. Die Rennserie schloss er auf dem zweiten Gesamtrang ab, was ihm im folgenden Jahr erneut gelang. Zudem ging er 1986 auch erstmals beim 1000-Kilometer-Rennen von Bathurst an den Start, sein Teamkollege Peter Williamson hatte jedoch einen Unfall im letzten Training und Skaife musste auf ein endgültiges Antreten verzichten. Dieses Rennen wurde zu einem Schlüssel in der Karriere des Australiers. Fünfmal könnte er das bekannteste Sportwagenrennen Australiens in seiner Karriere gewinnen. Erstmals siegte er 1991 gemeinsam mit Jim Richards auf einem Nissan Skyline BNR32 GT-R. Nachdem er 1992, 2001 und 2002 erneut siegreich war, feierte er 2005 mit Todd Kelly auf einem Holden VY Commodore seinen fünften und bisher letzten Triumph.
In der australischen Tourenwagen-Meisterschaft und der Nachfolgeserie, den V8 Supercars, hält er mehrere Rekorde. Bei 218 Starts konnte er 87 Siege feiern. 1992 und 1994 gewann er die Gesamtwertung der Tourenwagen-Meisterschaft, 2000, 2001 und 2002 die der V8 Supercars. 2009 begann er seine Rennaktivitäten einzuschränken und arbeitet seither auch als Co-Kommentator beim australischen TV-Sender Seven Sport. 
1992 war Skaife kurzzeitig in der Internationalen Formel-3000-Meisterschaft aktiv. Nach Europa kam der Australier als Rennfahrer anschließend nur noch einmal. Auf Einladung von Lister Cars bestritt er 1997 das 24-Stunden-Rennen von Le Mans. Als Partner von Thomas Erdos und Julian Bailey musste er das Rennen nach einem Getriebeschaden vorzeitig aufgeben.
Für seine Verdienste um den australischen Motorsport wurde ihm 2004 der Order of Australia verliehen.

## Statistik

### Le-Mans-Ergebnisse
| Jahr | Team                          | Fahrzeug         | Teamkollege  | Teamkollege   | Platzierung | Ausfallgrund    |
| ---- | ----------------------------- | ---------------- | ------------ | ------------- | ----------- | --------------- |
| 1997 | Newcastle United Lister Storm | Lister Storm GTL | Thomas Erdos | Julian Bailey | Ausfall     | Getriebeschaden |